# University of Canterbury

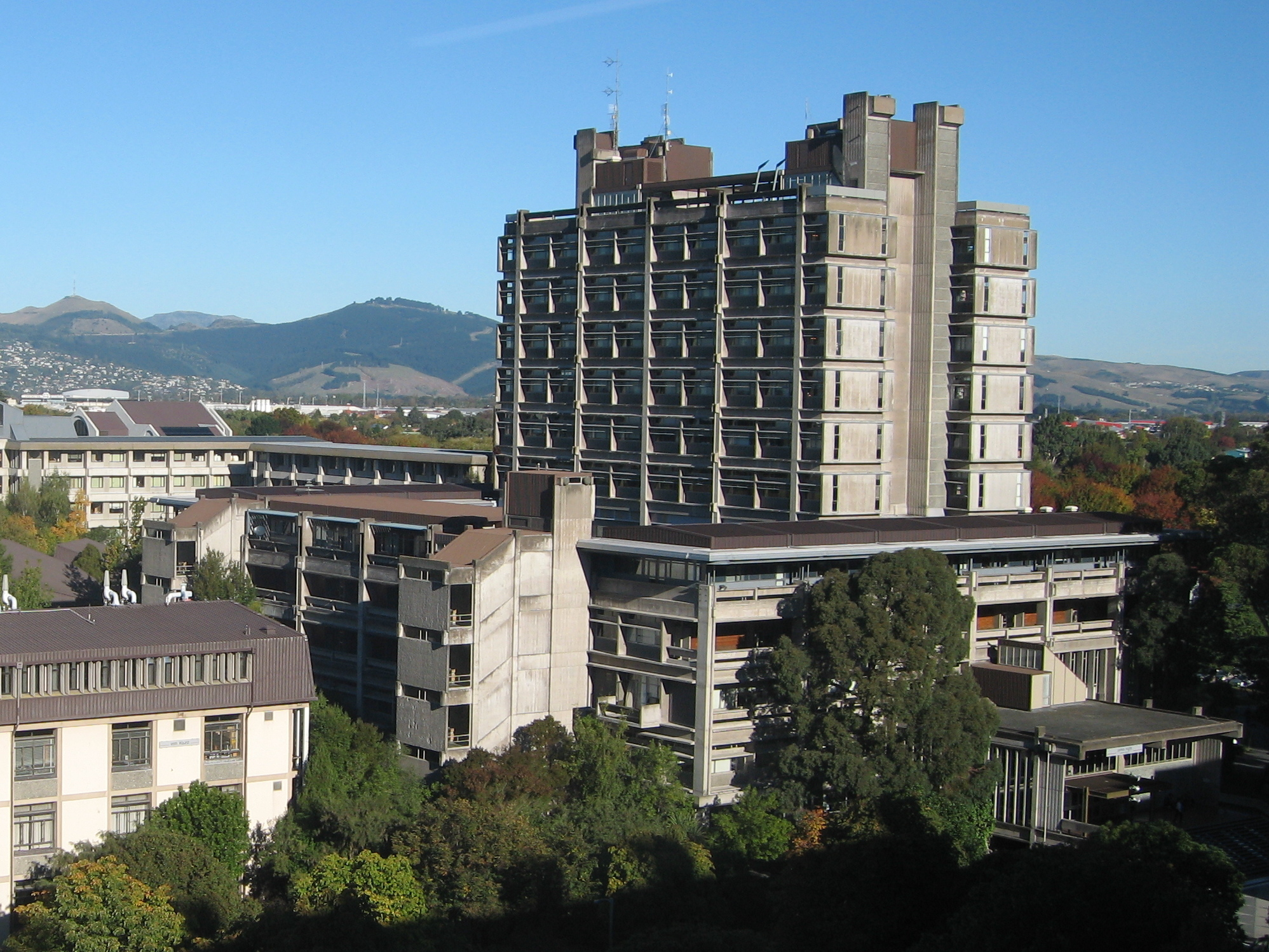
Die Hauptbibliothek der University of Canterbury

Die University of Canterbury, auf Māori: Te Whare Wānanga O Waitaha, befindet sich in Christchurch auf der Südinsel von Neuseeland. Sie gilt als die zweitälteste Universität des Landes.

## Geographie
Die Hauptgebäude und der Kern des Campus der Universität befindet sich rund 4 km westlich des Stadtzentrums von Christchurch, zwischen den Stadtteilen Riccarton im Süden und Burnside im Norden. Das Gelände des Campus erstreckt sich über 1,9 km in Ost-West-Richtung von Clyde Road bis zur Solway Avenue und bis zu 0,95 km in Nord-Süd-Richtung an seiner breitesten Ausdehnung.

## Geschichte
Die University of Canterbury wurde am 16. Juni 1873 unter dem Namen Canterbury College als zweite Universität des Landes gegründet und vom damaligen Canterbury Provincial Council finanziert. Ein Jahr später begannen die ersten Vorlesungen und 1875 die ersten  Graduierungen. Julius von Haast, Geologe und Naturforscher lehrt an dem College und wurde 1876 dort zum Professor für Geologie und Paläontologie berufen. 1880 konnte mit Helen Connon die erste Frau an dem College ihr Studium beenden und 1894 absolvierte mit Apirana Ngata der erste Māori-stämmige Student sein Studium.
1882 eröffnete die School of Art, 1921 die Fakultäten Arts, Science, Commerce & Law und Mental, Moral & Social Sciences, 1924 folgte die Fakultät für Musik. 1933 erfolgte die Umbenennung des Canterbury College in Canterbury University College und 1957 dann schließlich die Umbenennung in University of Canterbury, so wie die Universität noch heute bezeichnet wird. Im Jahre 1949 schenkte der Richter Erima Harvey Northcroft seine gesamte Sammlung an Dokumenten zu den Tokioter Prozessen, die seitdem in der Macmillan Brown Library aufbewahrt wurden und als Justice Erima Harvey Northcroft Tokyo War Crimes Trial Collection Teil des Dokumentenerbes Neuseelands ist.
1975 schloss die Universität ihren Umzug vom Stadtzentrum, wo sie über 100 Jahre lang residiert hatte, zum heutigen rund 76 Hektar großen Campus im Stadtteil Ilam ab.

## Coat of Arms
Der Coat of Arms der Universität wurde bereits zur Gründung festgelegt und ist in seiner Ursprungsform noch am Glockenturm des Arts Center sichtbar. Als die Universität im Jahr 1961 ihre Selbstständigkeit erlangte, wurde das Wappen neu gestaltet und am 10. Mai 1965 von der Krone per Letters Patent autorisiert.

## Fakultäten
Die Universität gliedert sich in fünf Colleges:
- College of Arts
- College of Education, Health and Human Development
- College of Engineering
- College of Science
- College of Business and Law

und in über 50 Fachbereiche.

## Daten zur Universität
Im Jahr 2016 zählte die Universität 15.564 Studenten, von denen 12.492 ihr Studium in Vollzeit betrieben. Ihnen standen für ihre Ausbildung 715 akademische Lehrkräfte zur Verfügung.
Den höchsten Stand an eingeschriebenen Studenten erreichte die Universität im Jahr 2010 mit 18.783 Studenten und 15.494 Vollzeitstudierenden. Nach dem Darfield-Erdbeben von 2010, von dem auch die Infrastruktur der Universität betroffen war, schrieben sich im nachfolgenden Jahr nur noch 16.444 Studenten ein, 13.604 davon in Vollzeit, was einen Rückgang an Studierenden um 12,45 % bedeutete. Auch das Christchurch-Erdbeben vom Februar 2011 hatte entsprechende Folgen für den Universitätsbetrieb, bei dem die Studentenzahlen noch einmal auf 15.798 Studenten im Jahr 2012 und auf 14.872 Studenten im Jahr 2013 zurückgingen, was einen erdbebenbedingten Rückgang der Einschreibungen von 20,82 % gegenüber dem Jahr vor den Erdbeben bedeutete. Seit 2016 steigen die Studentenzahlen mit 4,9 % wieder leicht an.

## Persönlichkeiten

### Ehemalige Professoren
- Julius von Haast (1822–1887), Geologe und Naturforscher

### Ehemalige Studenten
- Ernest Rutherford (1871–1937), Atomphysiker und Nobelpreisträger für Chemie 1908
- Karl Popper (1902–1994), Philosoph
- Henry Hulme (1908–1991), Physiker, bis 1954 Rektor des Canterbury College
- Roy Kerr (* 1934), Mathematiker, löste die Feldgleichungen der Allgemeinen Relativitätstheorie
- Sam Neill (* 1947), Schauspieler
- Vincent Ward (* 1956), Regisseur
- Timothy J. Sinclair (* 1963), Ökonom und Politikwissenschaftler
- Kevin Smith (1963–2002), Schauspieler
- Veronika Meduna (* 1965), Biologin, Hörfunkjournalistin und Schriftstellerin